# Кокегуті Такуя
Такуя Кокегуті (яп. 苔口 卓也, нар. 13 липня 1985, Окаяма) — японський футболіст, нападник клубу «Каталле Тояма».
Виступав, зокрема, за клуб «Сересо Осака», а також молодіжну збірну Японії.

## Клубна кар'єра
У дорослому футболі дебютував 2004 року виступами за команду клубу «Сересо Осака», в якій провів шість сезонів, взявши участь у 86 матчах чемпіонату. Протягом 2008 року також грав на умовах оренди за «ДЖЕФ Юнайтед».
До складу клубу «Каталле Тояма» приєднався 2010 року. Станом на кінець 2017 року відіграв за команду з Тоями 248 матчів в національному чемпіонаті.

## Виступи за збірну
2005 року залучався до складу молодіжної збірної Японії. У її складі був учасником молодіжного чемпіонату світу 2005 року. На молодіжному рівні зіграв у 2 офіційних матчах.